# UGC 8901
UGC 8091（也称作GR 8）是一个富气体的矮不规则星系。1995年，托尔斯泰等人估计它的离地球距离的约为790万光年（后于1997年经依巴谷卫星修正）。它是否为本星系群的成员仍是一个问题。它由利克天文台使用20英寸的天体照相机在1946、1947或1951年发现。